# Santa María Urapicho
Santa María Urapicho es una localidad del estado mexicano de Michoacán. Es parte del municipio de Paracho.

## Toponimia
El nombre «Santa María» hace referencia a la santa patrona de la localidad: María de Nazaret. El nombre «Urapicho» proviene de los términos en purépecha: urapiti, color blanco; tzio, locativo. Su significado es «Lugar blanco».

## Demografía
| Gráfica de evolución demográfica |
|                                  |

| Censo | Población |
| ----- | --------- |
| 1900  | 525       |
| 1910  | 522       |
| 1921  | 349       |
| 1930  | 458       |
| 1940  | 541       |
| 1950  | 664       |
| 1960  | 878       |
| 1970  | 1231      |
| 1980  | 1183      |
| 1990  | 1606      |
| 2000  | 1613      |
| 2010  | 1472      |
| 2020  | 1933      |